# Sergentomyia zumpti
Sergentomyia zumpti är en tvåvingeart som först beskrevs av Emile Abonnenc 1967.  Sergentomyia zumpti ingår i släktet Sergentomyia och familjen fjärilsmyggor. Inga underarter finns listade i Catalogue of Life.